# Нигер
Нигер (фр. Niger), или званично Република Нигер (фр. République du Niger), подсахарска је земља у западној Африци, која је име добила по реци Нигер. Граничи се са Нигеријом и Бенином на југу, Буркином Фасо и Малијем на западу, Алжиром и Либијом на северу и Чадом на истоку. Главни град Нигера је Ниамеј на југозападном углу. Нигер покрива површину од скоро 1270000 km², што га чини највећом земљом у Западној Африци. Преко 80% његове копнене површине лежи у Сахарској пустињи. Предоминантно исламска популација ове земље са око 0 милиона  становника, живи углавном у кластерима на далеком југу и западу земље.
Нигер је земља у развоју, која се конзистентно рангира при дну Индекса хуманог развоја (HDI) Уједињених нација; он је био рангиран 187. од 188 земаља за 2015. и 189. од 189 земаља у извештају из 2018. године. Већи део непустињских порција земље је подложан периодичним сушама и дезертификацији. Економија је концентрисана око самоодрживе пољопривреде, са нешто мало извозне пољопривреде у плоднијем јужном делу, и извозом сировина, а посебно уранијумске руде. Нигер се суочава са озбиљним развојним изазовима због своје позиције без излаза на море, пустињског терена, неефикасне пољопривреде, високе стопе наталитета у одсуству контроле рађања, и консеквентне пренасељености, ниског образовног нивоа и сиромаштва његовог становништва, недостатка инфраструктуре, лоше здравствене заштите и деградације животне средине.

## Историја
Бројни археолошки налази и цртежи на камену указују на присуство човека на подручју Нигера из праисторијских времена. У суседној држави Чад пронађени су остаци прачовека лат. Australopithecus bahrelghazali стари 2 до 3,5 милиона година. Значајан број доказа указује да су пре 60000 година људи насељавали подручје Нигера које је данас пустиња Сахара, а које је у то време било плодна равница. Најмање 7000 година п. н. е.. људи су у том подручју градили насеља, узгајали овце и козе. Након што је Сахара пресушила око 2000 година п. н. е., подручје Нигера је постало данашња пустиња, а већина становника и трговачких рута задржала се уз планине Аир на северу, на западу уз обале језера Чад и оазе у подручју Каоуара, те на југу и југозападу уз границу са Нигеријом. Већ од 5. века п. н. е.. трговачке руте које су повезивале Картагу и древни Египат са ондашњима државама Сахела пролазиле су кроз подручје данашњег Нигера, што се наставило у време Римског царства. Сматра се да су већину трговине обављали посредници који су обитавали на подручју те су знали сигурне путеве кроз пустињу. У 11. веку готове сви становници су примили ислам. Делови подручја данашње државе Нигера су кроз средњи век били под контролом различитих држава, тако је делом владало Сонгајско царство, Малијско царство, на њему су биле бројне државе народа Хауса. Конфедерација племена Туарега су се кроз данашњи Нигер ширила према југу, те се сукобљавала са Фуланским царством које је под контролом држало подручје Нигера до краја 18. века.
Европљани су дошли у контакт са овим подручјем у 19. веку, а Француска је започела колонизацију на прелазу у 20. век. Нигер је укључен у састав Француске западне Африке и доживео је, слично другим француским колонијама у Африци, нагли раст броја становника и комерцијализацију пољопривреде. Крајем 1950-их је добио широку самоуправу, а 1960. и независност.
Први председник Нигера Амани Диори је збачен у војном удару 1974. који је предводио пуковник Сејни Кунше, председник до 1987. године. Први слободни избори су одржани 1993, али је већ 1996. избио нови државни удар. Новим изборима 1999. Нигер се вратио цивилној власти.
Од седамдесетих година земља се суочава са учесталошћу суша што доводи до пада пољопривредне производње и појаве глади, а током раних деведесетих потресла ју је и побуна Туарега, номадских становника Сахаре.
Дана 19. фебруара 2010. године војска Нигера извршила је државни удар и збацила актуелног председника. Нови демократски избори били су одржани 2011. године.

## Географија

### Положај
Нигер је земља у западној Африци, без излаза на море између Сахаре и подсахарских региона. Има површину од 1.267.000 km² од чега 300 km² воде. Нигер се граничи са седам држава и има укупну границу дужине 5,697 km. Најдужу границу има са Нигеријом на југу 1,497 km, следе Чад на истоку 1,175 km, Алжир на северу-северозападу 956 km, Мали на западу 821 km, Буркином Фасо на југу 628 km, Либијом на северу 354 km, и Бенином на југу 266 km.

### Геологија и рељеф
Најнижа тачка је река Нигер са висином од 200 метра изнад нивоа мера, а највиши врх је Багзане са 2,022 метра.

### Клима
Суптропска клима Нигера је углавном топла и сува са доста пустињских подручја. На крајњем југу је тропска клима око басена реке Нигер.

## Административна подела
Нигер је подељен у 7 департмана, који су подељени у 35 арондисмана, који су даље подељени у 129 комуна. Главни град Ниамеј представља посебан дистрикт. 
- Агадез
- Дифа
- Досо
- Маради
- Тахуа
- Тилабери
- Зиндер

## Управа и политика
Нови устав Нигера је усвојен 31. октобра 2010. Њиме је обновљен полупредседнички систем власти устава из 1999. године (Пета република) према коме се председник републике бира путем универзалног права гласа на петогодишњи мандат, а премијер кога именује председник дели извршну власт.
Као одраз растуће популације Нигера, једнодомна Народна скупштина је проширена 2004. године на 113 посланика изабраних на пет година према већинском систему заступања. Политичке странке морају остварити најмање 5% гласова како би добиле место у парламенту.
Устав такође предвиђа народне изборе општинских и локалних званичника, а први успешни општински избори одржани су 24. јула 2004. године. Народна скупштина је у јуну 2002. године усвојила низ закона о децентрализацији. Као први корак, административне области су расподељене међу 265 општина (локалних већа); у каснијим фазама, регије и одели су успостављени као децентрализовани ентитети. Усвојен је нови изборни закон који одражава контекст децентрализације. Земља је тренутно подељена на 8 регија, које су подељене у 36 округа (одела). Главног администратора (гувернера) у сваком одељењу именује влада и он функционише првенствено као локални агент централне власти.
Председник Танџа је 26. маја 2009. године распустио парламент након што је уставни суд земље пресудио против планова за одржавање референдума о томе да ли му се одобри трећи мандат. Према уставу, нови парламент је изабран у року од три месеца. То је покренуло политичку борбу између Танџе, који је покушавао да прошири своја мандатом ограничена овлаштења након 2009. године путем оснивања Шесте републике, и његових противника који су захтевали да се повуче на крају свог другог мандата у децембру 2009. године. Погледајте Нигерску уставну кризу из 2009. године. Војска је преузела земљу и председник Танџа је стављен у затвор, оптужен за корупцију.
Војска је одржала обећање да ће земљу вратити демократској цивилној власти. Одржани су уставни референдум и национални избори. Председнички избори су одржани 31. јануара 2011. године, али пошто се није појавио јасан победник, други избори су одржани 12. марта 2011. године. Махамаду Исуфу iy Нигеријске партије за демократију и социјализам је изабран за председника. Парламентарни избори су одржани у исто време.

## Становништво
Највећа етничка група у Нигеру је Хауса 56%, који такође чине највећу етничку групу у Нигерији, и Ђерма-Сонгај 22%, који такође живе и у деловима Малија. Обе групе заједно са народом Гурманче су седелачки пољопривредници који живе у плодном јужном делу земље, за разлику од номадских и полуномадских народа Фулани 8,5% и Туарега 8%, Канури, Арапа и Тубу. Смртност деце у узрасту од 1 до 4 године је изузетно велика, 248 на 1000, због лоших здравствених услова и неадекватне исхране већине деце. Међутим Нигер има највећу стопу плодности, 7,2 детета по жени, тако да скоро половина (49%) нигерске популације има мање од 15 година. 80% становништва су муслимани док остатак чине хришћани и анимисти.

## Привреда
Привреда Нигера се пре свега ослања на пољопривреду која представља 40% бруто домаћег производа и упошљава 90% становништва. Пољопривредну производњу угрожавају све учесталије суше и претварање плодних подручја у пустиње. Осим пољопривреде развијено је и рударство. Залихе урана су међу највећим на свету. 14% бруто домаћег производа Нигера долази од сточарства, узгајају се камиле, козе, овце и говеда.

## Галерија
- Караван
- Запрежна кола (таљиге) на два точка, источни Нигер
- Ауто-пут за град Тахуа
- Килиши народа Хауса
- Деца извлаче воду из извора
- На извору воде, Тимија, Нигер
- Ђаци у Дифи
- Људи из Тахуа у традиционалној ношњи
- Зиндер
- На јужном рубу Сахаре
- Гоберо
- Дине
- Музеј у Нијамеју
- Ђадо, данас град духова
- Деве